# Bożena Borek
Bożena Borek – polska aktorka teatralna.
Pracowała w wielu teatrach dramatycznych oraz 8 lat w teatrze lalkowym. Od 2004 roku jest w zespole Teatru Nowego w Słupsku.

## Spektakle Nowego Teatru w Słupsku
- 2004 – Szalona lokomotywa jako podróżna
- 2004 – Moralność pani Dulskiej jako Tadrachowa (reż. Bogusław Semotiuk)
- 2004 – Intercity jako dziennikarka (reż. Leszek Malinowski, Bogusław Semotiuk)
- 2005 – Skrzypek na dachu jako swatka Jente (reż. Zbigniew Macias)
- 2005 – Okno na parlament jako Pamela (reż. Ireneusz Kaskiewicz, Bogusław Semotiuk)
- 2005 – Sofokles – Edyp i Antygona jako Jokasta (reż. Bogusław Semotiuk)
- 2005 – Baśń w poszukiwaniu teatru (reż. Albert Osik)
- 2005 – Zbrodnia i kara jako lichwiarka (reż. Edward Żentara)
- 2005 – Betlejem polskie jako matka, mieszczka (reż. Zbigniew Kułagowski, Semotiuk)
- 2006 – Balladyna jako Goplana (reż. Jan Machulski, Bogusław Semotiuk)
- 2006 – Klan wdów jako Marcelina (reż. Julia Wernio)
- 2007 – Obrona Sokratesa (reż. Ireneusz Kaskiewicz)
- 2007 – Przygody Sindbada Żeglarza jako Płomienna Sermina, syrena, głos węża (reż. Hanaa Abdel Fattah Metwaly)
- 2007 – Dziady jako Widmo, Pani Kmitowa (reż. Stanisław Otto Miedziewski)
- 2008 – Galaktyka Szekspir jako Tytania (reż. Marcin Grota)